# ماريا مولينز
ماريا مولينز (بالإسبانية: María Molins) هي ممثلة السينما والمسرح والتلفزيون إسبانية، ولدت في 14 فبراير 1973 في برشلونة في إسبانيا.

## روابط خارجية
- Maria Molins على موقع IMDb (الإنجليزية)
- Maria Molins على موقع روتن توميتوز (الإنجليزية)
- Maria Molins على موقع ألو سيني (الفرنسية)
- Maria Molins على موقع أول موفي (الإنجليزية)
- Maria Molins على موقع قاعدة بيانات الفيلم (الإنجليزية)
- Maria Molins على موقع كينوبويسك (الروسية)